# Val d'Illiez
Ne doit pas être confondu avec Val-d'Illiez.
Le val d'Illiez est une vallée de Suisse dans le district de Monthey en Valais. Situé dans le Chablais valaisan, le val d'Illiez est une vallée latérale de la rive gauche de la vallée du Rhône.

## Toponymie
Le val d'Illiez a porté plusieurs noms au cours de son histoire. Le premier connu est « Illiacum » ou « Yliacum » daté de 1180, suivi de « Iliacam vallem » ou « vallis Iliaca » aux XIIe et XIIIe siècles, « Ylliez » en 1200, « Ylies » ou « Illyes » en 1235, « Ylliez » en 1263, « Ylles » en 1281, « Yllier » en 1436, « Illiaci » en 1491 et « val de Lie » en 1690.
Le nom latin « Illiacum » vient du patronyme en vieil allemand, « Illus », venant lui du vieux norrois « illr », signifiant « mauvais » et associé au suffixe « -iacum ». Le nom latin serait ainsi dérivé du nom d'un personnage, signifiant « domaine d'Illus »,.

## Géographie
Le val d'Illiez, orienté nord-est, est drainé par la Vièze et rejoint la plaine du Rhône à Monthey. La vallée est bordée par la pointe de Bellevue au nord, par les Dents du Midi au sud, par le cirque glaciaire de Susanfe dominé par la Tour Salière et le mont Ruan également au sud, par les Dents Blanches à l'extrémité de la vallée au sud-ouest et par la pointe des Mossettes et la pointe de L'Au sur la crête séparant le val d'Illiez et le val de Morgins. Ce val, drainé par la Vièze de Morgins, est parallèle au val d'Illiez jusqu'à Morgins d'où il s'oriente est puis sud-est pour rejoindre Troistorrents.
Le pas de Morgins (1 369 m) permet de rejoindre Châtel dans le val d'Abondance. Hormis Saint-Gingolph et Novel, il est le seul passage routier permettent de relier le Chablais valaisan et le Chablais français en Haute-Savoie. Tout en amont du val d'Illiez, d'autres cols pédestres situés sur la frontière franco-suisse permettent d'atteindre Avoriaz par le col de Chésery (1 995 m) au fond du val de Morgins et le Pas de Chavanette (2 144 m), Morzine dans la vallée d'Aulps par le col de Cou (1 921 m) et Samoëns dans la vallée du Giffre par le col de Bretolet (1 936 m).
Le lac de Salanfe, au sud des Dents du Midi, est atteignable par le col de Susanfe (2 494 m) en passant par le pas d'Encel et le cirque glaciaire de Susanfe sur la commune d'Evionnaz.
Le val d'Illiez marque la limite entre les ensembles géologiques du massif du Giffre au sud et du massif du Chablais au nord.

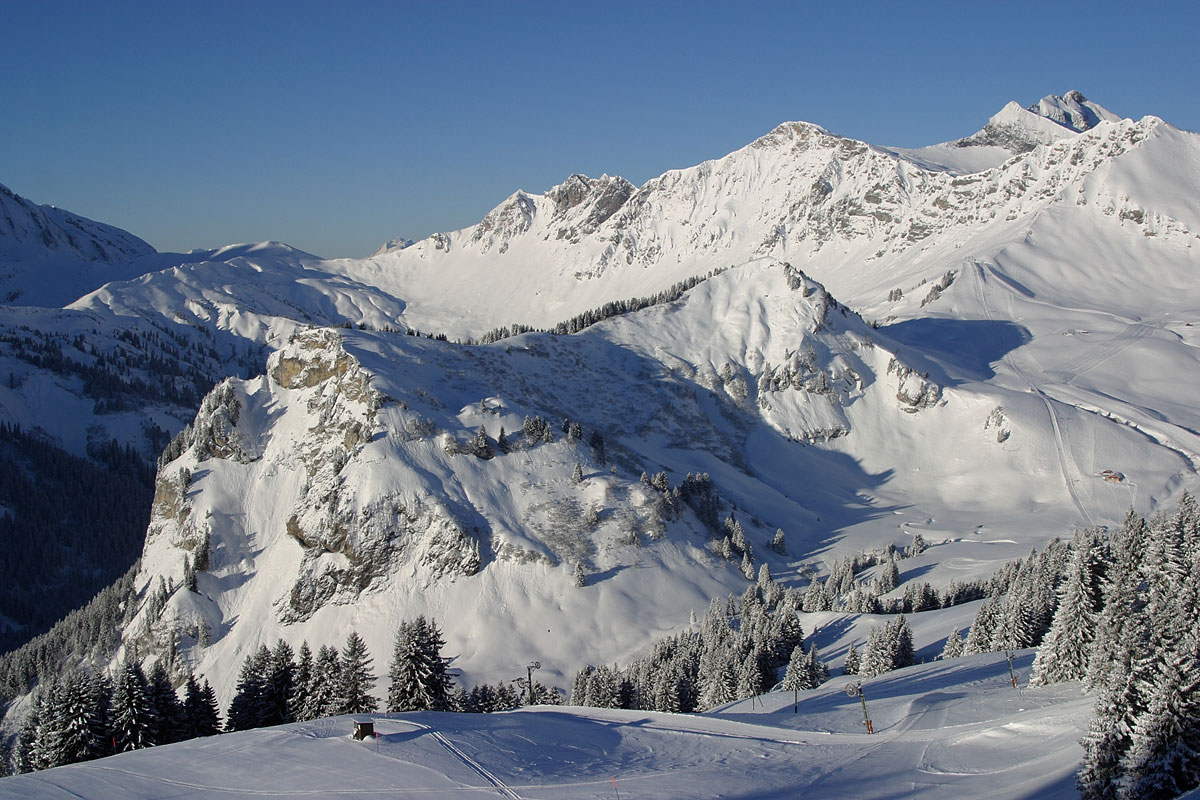
Vue depuis la Croix de Culet en direction du col de Cou au dernier plan à gauche.
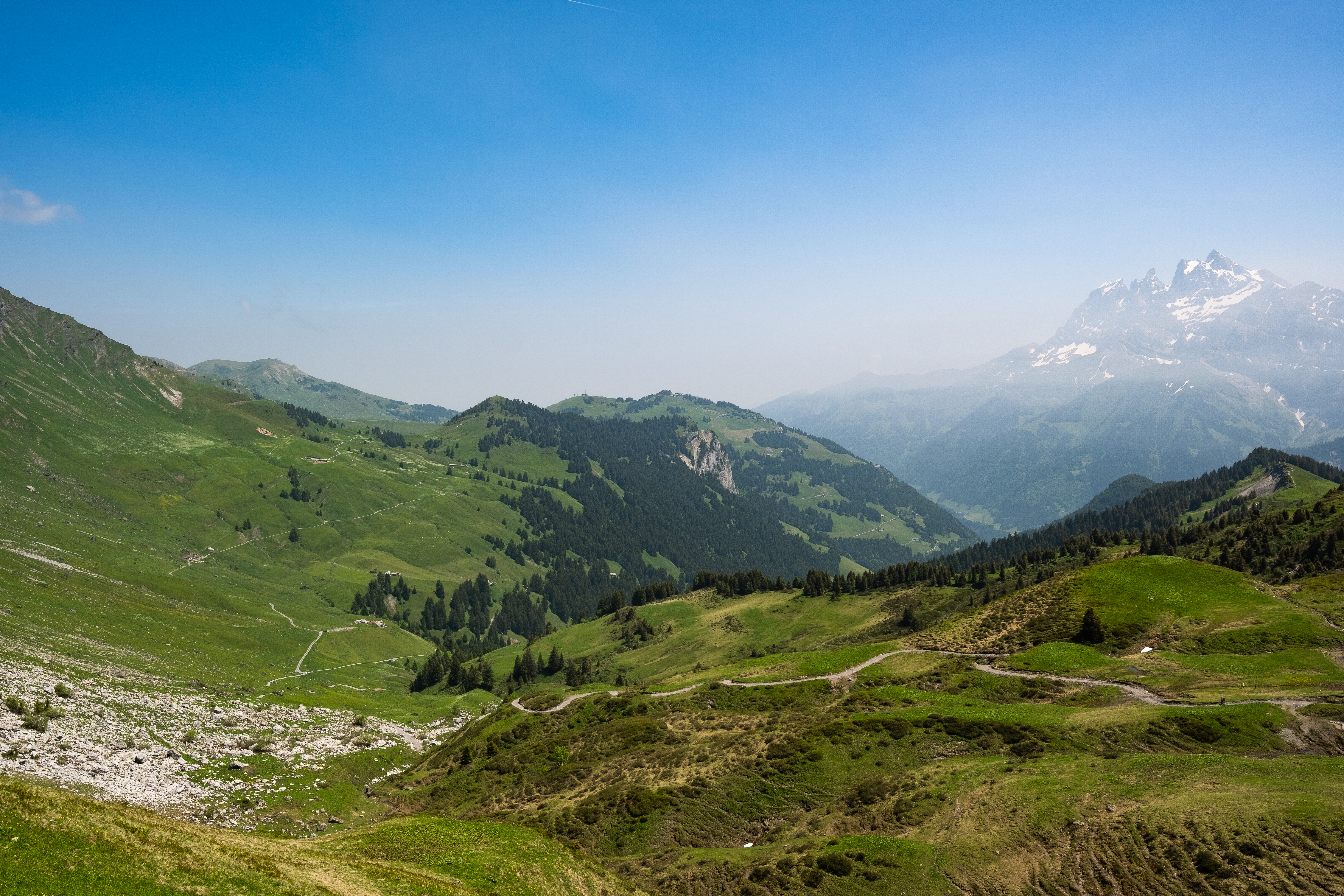
Vue de la vallée depuis le col de Cou.
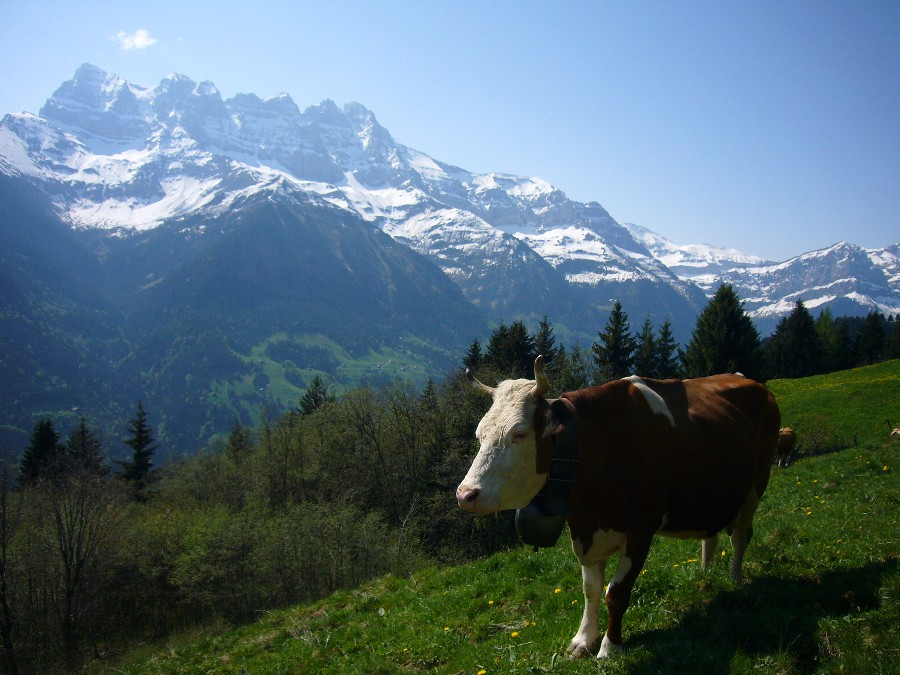
Vue des dents du Midi.
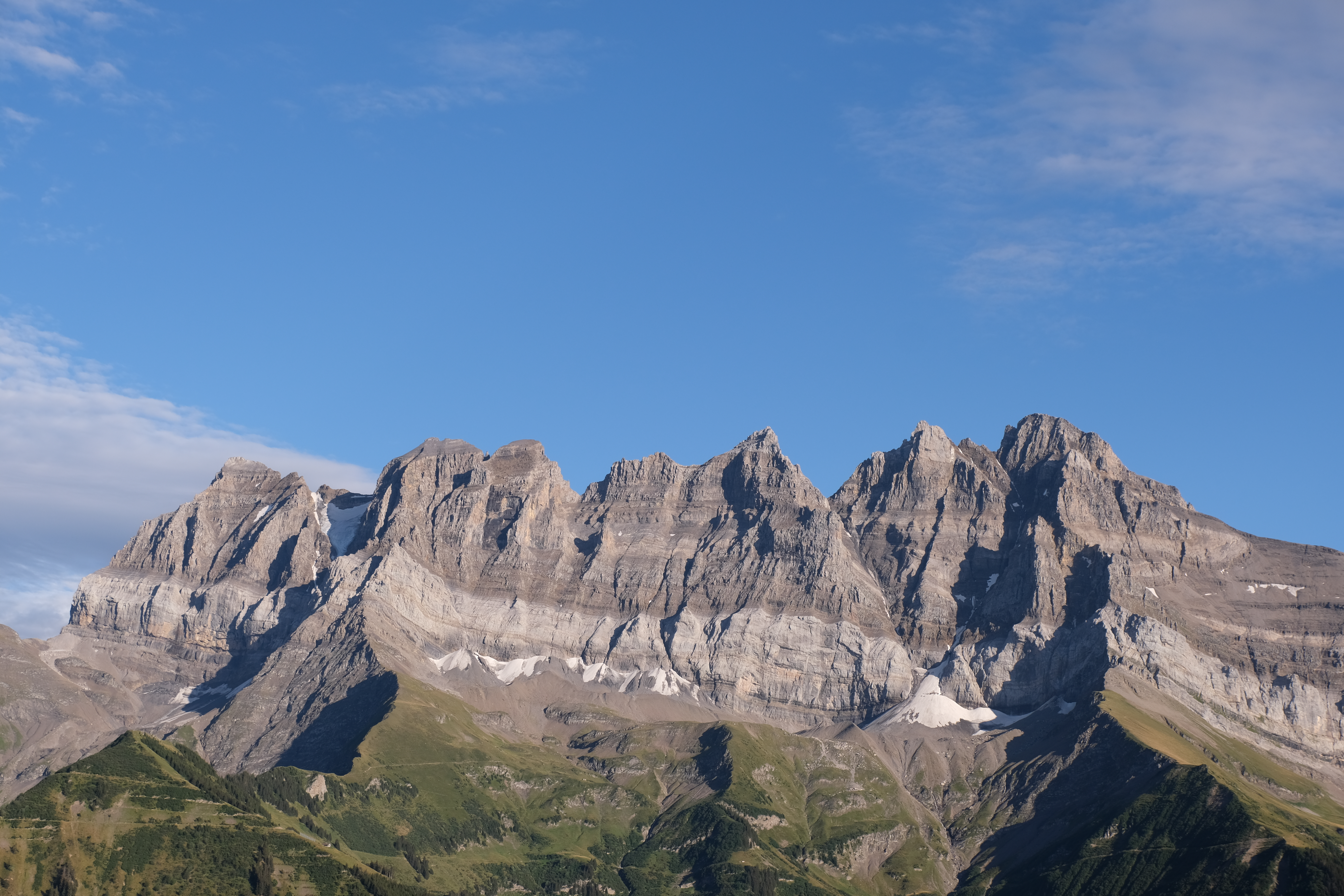
Vue de la face nord des dents du Midi.
Vue panoramique depuis les sommets du sud-ouest

## Villages et sites
- Champéry (1 080 m)
- Les Crosets (1 668 m)
- Champoussin (1 597 m)
- Val-d'Illiez (948 m)
- Troistorrents (765 m)
- Morgins (1 333 m) (val de Morgins)
- Pas de Morgins (1 369 m) (val de Morgins)
- Portes du Soleil
- Dents du Midi (3 257 m)
- Lac de Morgins (val de Morgins)
- Lac de Chésery (val de Morgins)
- Lac Vert (val de Morgins)

Les stations de ski de Champéry, Les Crosets, Champoussin, Val-d'Illiez et Morgins font partie du domaine skiable franco-suisse des Portes du Soleil, l'un des plus grands au monde avec 650 km de pistes.

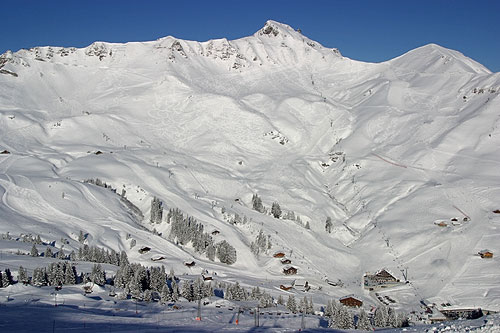
Vue de la station de ski des Crosets.
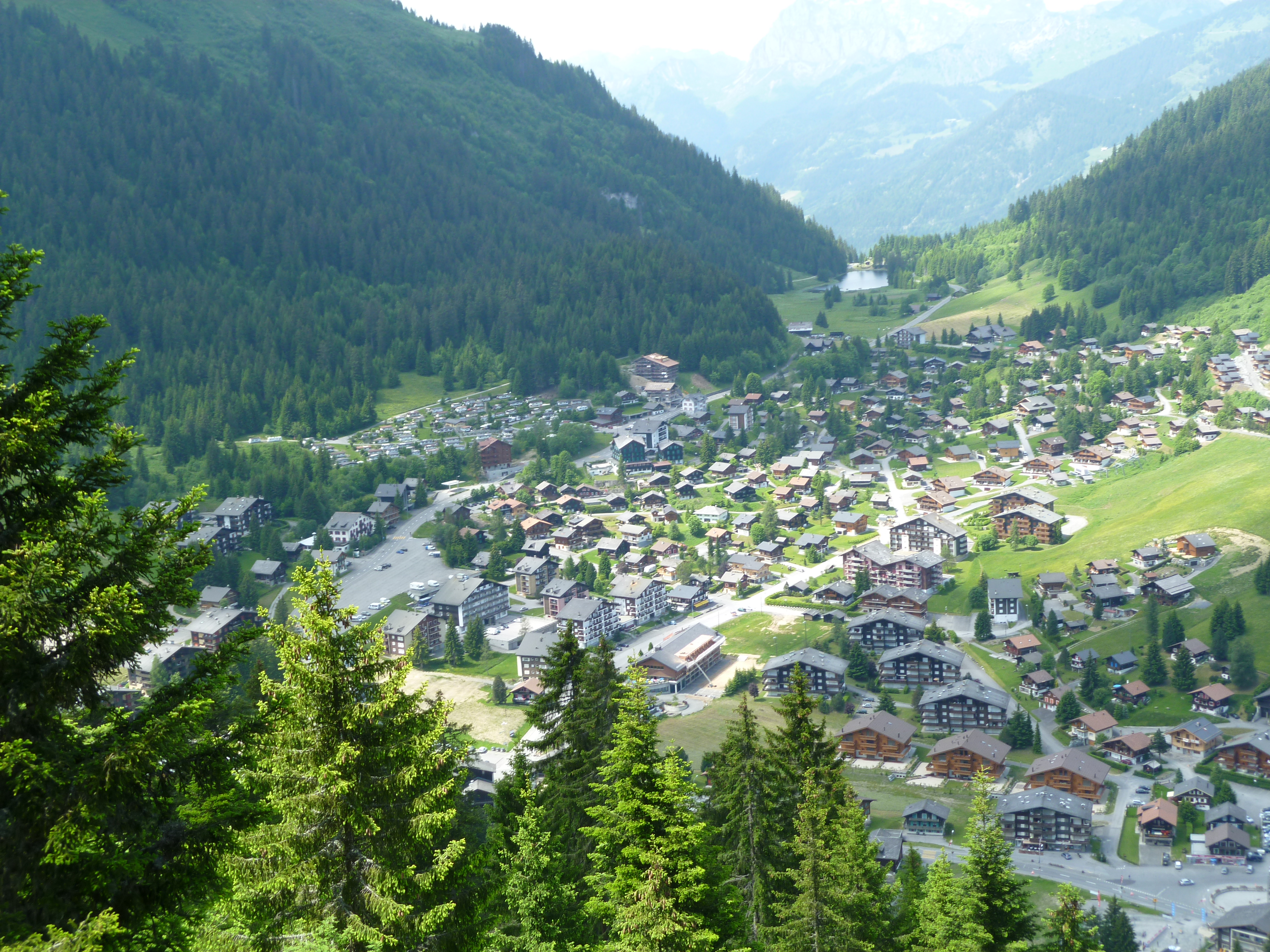
Vue de Morgins et du pas de Morgins au bout du val.
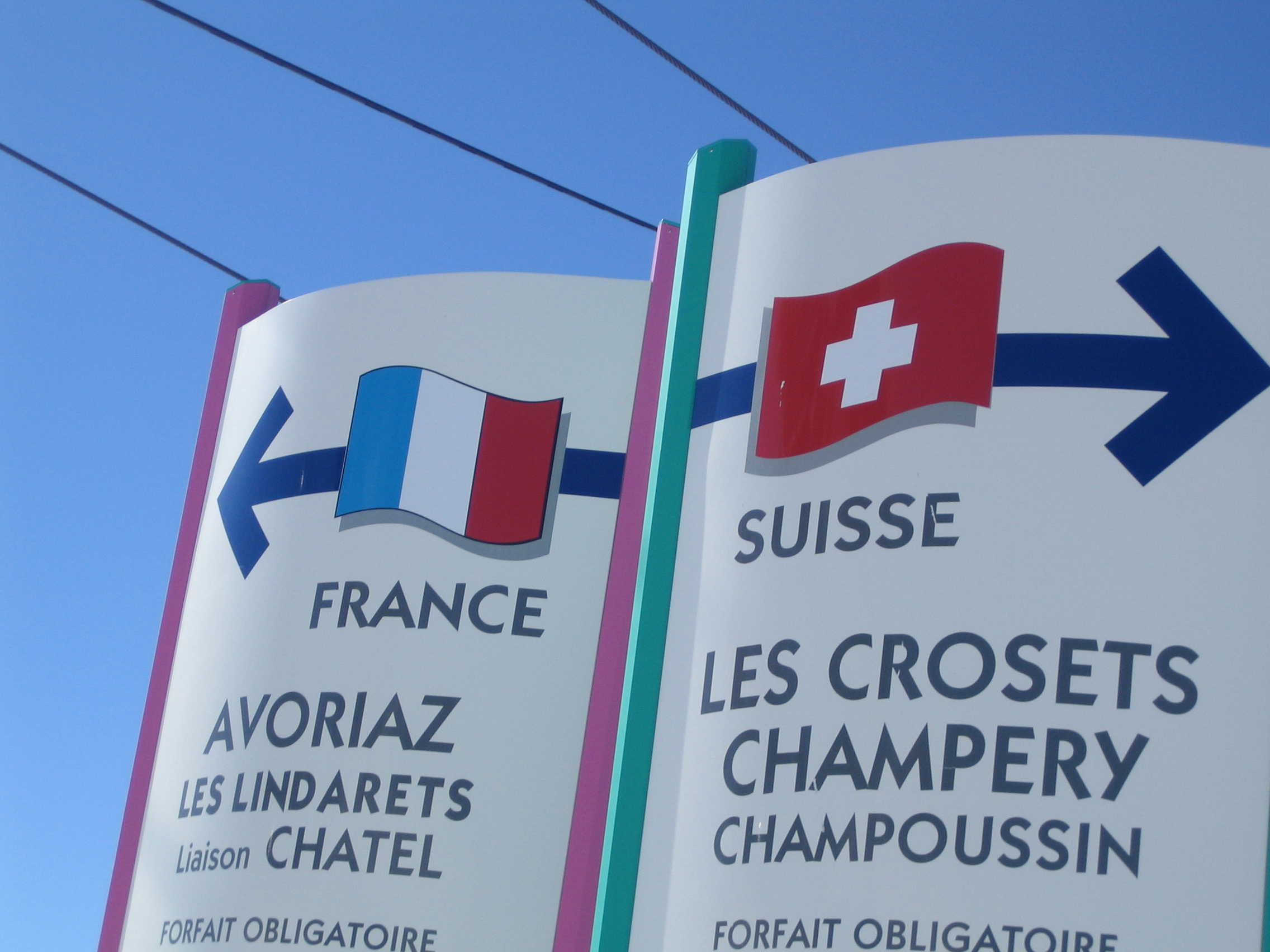
La frontière franco-suisse sur le domaine des Portes du Soleil.

## Transports
- Sur la ligne ferroviaire AOMC : Aigle - Ollon - Monthey - Champéry
- A9 (Brigue-Lausanne-Vallorbe)  18 (Saint-Triphon) et   19 (Bex)